# Laura Cretara
Laura Cretara (geboren am 28. Dezember 1939 in Rom) ist eine italienische Medailleurin und Bildhauerin.

## Werdegang

Italienische Kursmünze zu 1 Euro (seit 2002)

Laura Cretara ist die Tochter von Francesco Cretara, einem Maler und Graveur, der ihr bereits während ihrer Kindheit erste Grundlagen des künstlerischen Arbeitens vermittelte. Ihre formale Ausbildung erhielt sie an einer staatlichen Kunstschule in Rom, der Accademia di Belle Arti di Roma und der Scuola dell’Arte della Medaglia – Giuseppe Romagnoli des Istituto Poligrafico e Zecca dello Stato. Zu ihren Professoren zählten Renato Guttuso, Pericle Fazzini und Pietro Giampaoli.
1961 wurde Laura Cretara vom Istituto Poligrafico, das auch als staatliche Münzprägeanstalt fungiert, als Graveurin eingestellt. Sie ist nicht nur die erste Graveurin dieses Instituts, sondern auch die erste Frau, die eine italienische Münze gestaltet hat. Große Bekanntheit erlangten ihre Entwürfe der Bildseiten von einigen italienischen Euromünzen und san-marinesischen und vatikanischen Euromünzen. Dazu gehören seit 2002 die Kursmünzen Italiens zu 1 Euro mit dem vitruvianischen Menschen von Leonardo da Vinci, die während der Sedisvakanz 2005 ausgegebenen vatikanischen Münzen zu 1 Cent und 20 Cent mit dem Wappen des Kardinalkämmerers und seit 2017 die Kursmünze zu 5 Cent von San Marino.
Neben ihrer Tätigkeit als Entwerferin von Münzen hat Laura Cretara einige Medaillen geschaffen, überwiegend für staatliche Körperschaften. Als Bildhauerin trat sie mit einer Arbeit aus Silber zum Internationalen Jahr des Friedens 1985 in Erscheinung, die sich im UNO-Hauptquartier in New York City befindet. Weitere Skulpturen befinden sich in Rom und in einer Kirche in San Marino.
Von 1976 bis 2004 war Laura Cretara Direktorin der Scuola dell’Arte della Medaglia – Giuseppe Romagnoli. 1987 übernahm sie zusätzlich die Aufgabe der künstlerischen Leitung der Münzprägeanstalt und des angeschlossenen numismatischen Museums, des Museo della Zecca di Roma. Während ihrer Amtszeit trug sie zur Aufstellung mehrerer Kunstwerke im öffentlichen Raum der Stadt Rom bei, so einer Kopie des Reiterstatue Mark Aurels, die seit 1997 auf dem Kapitolsplatz steht. Seit 2006 ist Cretara Mitglied der ständigen technisch-künstlerischen Kommission des italienischen Ministeriums für Wirtschaft und Finanzen.

## Werke (Auswahl)

### Numismatische Arbeiten
- Silbermünze zu 1000 Lire zur Jahrhundertfeier von Rom als Hauptstadt Italiens (Wertseite, 1970);
- Kursmünze zu 500 Lire aus Bronze und Kupfer-Nickel mit dem Quirinalspalast auf der Rückseite (1982–2001);
- Silbermünze zu 500 Lire anlässlich des 2000. Todestags von Vergil (1981);
- Gedenkmünzen San Marinos zu 500 Lire und 1000 Lire zu den XXIII. Olympischen Spielen (1984);
- Gedenkmünze zu 500 Lire zum italienischen Vorsitz im Rat der Europäischen Union (1985);
- Gedenkmünze zu 500 Lire zum 600. Geburtstag von Donatello (1986);
- Silbermünzen San Marinos zu 500 Lire und 1000 Lire anlässlich der Universiade in Jugoslawien (1987);
- Silbermünze zu 500 Lire zum 40. Jahrestag der Verfassung der Italienischen Republik (1988);
- Kursmünze zu 50 Lire aus Kupfer-Nickel (1996–2001);
- Silbermünzen Mensch zu 2000 Lire, Solidarität zu 5000 Lire und Frieden zu 10.000 Lire anlässlich der Jahrtausendwende (1998 bis 2000);
- Bildseite der italienischen Euro-Kursmünze zu 1 Euro, mit dem vitruvianischen Menschen von Leonardo da Vinci (seit 2002);
- Silbermünze zu 10 Euro zum italienischen Vorsitz im Rat der Europäischen Union (2003);.

### Skulpturen
- Zum Internationalen Jahr des Friedens, im UNO-Hauptquartier in New York City (Silber, 1985);
- zum Thema der wissenschaftlichen Forschung, in der Policlinico Umberto I in Rom (Skulptur, 1992);
- zu Ehren Franz von Assisis, im Stadtviertel Esposizione Universale di Roma (Bronzeskulptur, 1999);
- in der Kirche Santa Barbara in San Marino (zwei Bronzereliefs, 1995);
- Bronzetüren für die Pfarrkirche von Scano di Montiferro auf Sardinien (2010).

## Ausstellungen
- Laura Cretara. L’arte di fare monete. Ausstellung im Museo delle arti di Nocciano in Nocciano, Oktober 2003;
- Percorsi d’artista. Le mani, la mente, il cuore. XII mostra della medaglia e placchetta d’arte. Museo Nazionale d’Arte Orientale, Rom, 15. März bis 18. Mai 2008 (Einzelausstellung zum 50. Berufsjubiläum). Katalog: Silvana Balbi de Caro, Gabriella Angeli Bufalini et al.: Percorso d'artista: le mani, la mente, il cuore. Editalia, Rom 2008, ISBN 978-88-7060-490-0.

## Auszeichnungen
- Komturkreuz des St. Agatha-Ordens der Republik San Marino (1997);
- Komturkreuz des Verdienstordens der Italienischen Republik (2000).[4]

## Veröffentlichungen (Auswahl)
- Roberto Martucci, unter Mitarbeit von Laura Cretara: L'incisore di monete. Mestiere d'arte. Il Saggiatore, Milan 2000, ISBN 88-428-0941-1;
- Laura Cretara: La medaglia tra passato e presente: riflessioni. In: Bollettino di numismatica 2004, Supplemento 39, S. 14–17, ISSN 0391-9854, Online, PDF 31 MB;
- Silvana Balbi de Caro, Laura Cretara und Rosa Maria Villani (Hg.): Ars metallica. Monete e medaglie. Arte tecnica e storie. Editalia, Rom 2007, ISBN 978-88-7060-486-3.